# 諫早茂孫
諫早 茂孫（いさはや しげたね）は、江戸時代後期の武士。肥前国佐賀藩士。諫早鍋島家（諫早氏）14代当主。

## 出自
諫早家は龍造寺隆信の又従兄弟家晴の子孫。藩主鍋島氏の旧主君龍造寺氏の一族で、鍋島氏を憚って諫早氏を称す。家紋は「上り藤」。代々藩主の偏諱を受け「茂」の字を拝領している。藩内の家格は親類同格。龍造寺氏一族として、藩内で大名並みの知行二万六千石と強い影響力を持つ。

## 略歴
文政8年（1825年）6月11日、諫早邑主12代・諫早茂洪の三男として誕生。幼名は孫九郎。
嘉永元年（1848年）2月に13代当主の兄・茂喬が病死し、兄の子・益千代はまだ幼児であることから、孫九郎が3月に家督相続した。
嘉永2年（1849年）アメリカ東インド艦隊の軍艦プレブル号が長崎に来航した際に、兵を率いて長崎に急行して港の警備に当たった。嘉永3年（1850年）藩主・斉正より、茂孫や鍋島茂昌ら青年の家老は日勤を免除して、藩校弘道館で文武に励むように命じられた。
嘉永5年（1853年）3月、隠居して家督を益千代（武春）に譲る。隠居後は家中で「大旦那様」と呼ばれた。
慶応2年（1866年）2月20日死去。享年42。菩提寺の天祐寺に葬られた。長男・家崇は一学の後を受けて諫早家17代当主となり、明治30年（1897年）男爵に叙爵された。

## 参考リンク
- 小城藩日記データベース
- 諫早市美術・歴史館「諫早家ゆかりの品々展」